# Konfrontacja (film 2000)
Konfrontacja (tytuł oryg. Seunlau ngaklau) – hongkońsko–chiński dreszczowiec w reżyserii Tsui Harka, którego premiera odbyła się 5 września 2000 roku.

## Obsada
Źródło: Filmweb

- Anthony Wong – wuj Ji
- Couto Remotigue Jr. – Miguel Joventino
- Candy Lo – Ah Hui
- Cathy Tsui – Ah Jo
- Wu Bai – Jack
- Nicholas Tse – Tyler

## Nagrody i nominacje
Źródło: Internet Movie Database
| Rok  | Miejsce                                   | Nagroda                            | Kategoria                         | Odbiorcy i nominowani    | Wynik     |
| ---- | ----------------------------------------- | ---------------------------------- | --------------------------------- | ------------------------ | --------- |
| 2000 | Międzynarodowy Festiwal Filmowy w Wenecji | Future Film Festival Digital Award |                                   | Tsui Hark                | Wygrana   |
| 2001 | Hong Kong Film Awards                     | Hong Kong Film Award               | Best Supporting Actress           | Candy Lo                 | Nominacja |
| 2001 | Hong Kong Film Awards                     | Hong Kong Film Award               | Best New Performer                | Candy Lo                 | Nominacja |
| 2001 | Hong Kong Film Awards                     | Hong Kong Film Award               | Best Action Choreography          | Hung Yan-yan             | Nominacja |
| 2001 | Hong Kong Film Awards                     | Hong Kong Film Award               | Best Film Editing                 | Marco Mak                | Nominacja |
| 2001 | Hong Kong Film Awards                     | Hong Kong Film Award               | Best Sound Design                 | Martin Chappell          | Nominacja |
| 2001 | Hong Kong Film Awards                     | Hong Kong Film Award               | Best Original Film Score          | Tommy Wai                | Nominacja |
| 2002 | Motion Picture Sound Editors              | Golden Reel Award                  | Best Sound Editing – Foreign Film | Martin Chappell, May Mok | Nominacja |